# هولي كينسر
هولي كينسر (بالإنجليزية: Holly Kinser)‏ هي عضوة مجموعة ضغط أمريكية، ولدت في 1965 في أوريندا في الولايات المتحدة.